# ФК Бежанија
ФК Бежанија је фудбалски клуб из Београда, Србија. Тренутно се такмичи у Београдској зони, четвртом такмичарском нивоу српског фудбала. Бежанија је пред почетак сезоне 2019/20. иступила из Прве лиге Србије .
Домаће утакмице игра на стадиону Бежаније или популарно стадион крај Бежанијске цркве, капацитета 3.000 седећих места.

## Историја

### Почетак
Клуб је основан још давне 1921. године под именом СОКО. Касније је клуб променио име у БСК (Бежанијски спортски клуб), а током Немачке окупације у Другом светском рату клуб је играо у лиги НДХ-а под именом ХШК.

### Након Другог светског рата
Након рата клуб је 1946. добио име Јединство, када се као члан Новосадског фудбалског савеза први пут региструје за званична такмичења у Сремској лиги. У Сремској лиги се такмичио до 1952, да би од јесени исте године прешао у оквир Београдског фудбалског савеза. Јединство пред почетак сезоне 1955/56. мења име у Бежанија. Од сезоне 1965/66. до 1988/89. клуб се такмичио у Другој или Првој београдској лиги. Од сезоне 1988/89. почиње успон клуба, јер је те сезоне постао првак у Првој београдској лиги и тако се по први пут пласирао у Београдску зону. Затим је освојио и титулу у Београдској зони и пласман у Српску лигу, што је био највећих успех клуба у време бивше Југославије.

### Новија историја
Тек почетком овог века доживљава највеће успехе, такмичећи се у Другој савезној лиги, а у сезони 2004/05. само је катастрофалан јесењи биланс спречио да не постане члан Суперлиге Србије и Црне Горе.
У сезони 2005/06. осваја прво место у Првој лиги Србије и по први пут у историји клуба обезбеђује пласман у Суперлигу Србије. Већ у првој сезони 2006/07. у елитном рангу, клуб завршава на одличном 4. месту и тиме такође стиче право на учешће у квалификацијама за УЕФА куп следеће сезоне. У својем првом окршају у европским такмичењима Бежанија је за противника добила албански клуб Беса Каваја. У првом мечу у Албанији Бежанија је одиграла 0:0, али пошто је у реванш у Београду завршен 2:2, Беса је прошла даље због правила гола у гостима. Исте сезоне клуб сезону у Суперлиги Србије завршава на последњем 12-ом месту и испада у нижи ранг.
У првој сезони у нижем рангу, Првој лиги, Бежанија се борила за опстанак и завршила само два места изнад зоне испадања. Бежанија је сезону 2009/10. завршила на четвртом месту Прве лиге Србије, а 2010/11. на дванаестом месту. Следеће три сезоне екипа је заузимала место у горњем делу табеле, два пута је била четврта, а једном осма.

## Тренутни састав
Од 21. децембра 2018.
| Бр. |           | Позиција | Играч                                            |
| --- | --------- | -------- | ------------------------------------------------ |
| 1   | Црна Гора | Г        | Борис Божовић                                    |
| 2   | Србија    | О        | Марко Мијаиловић                                 |
| 3   | Србија    | О        | Петар Шушњар                                     |
| 4   | Србија    | О        | Урош Стојановић                                  |
| 5   | Србија    | С        | Никола Недељковић                                |
| 6   | Србија    | О        | Стефан Филиповић                                 |
| 7   | Србија    | Н        | Владимир Радочај                                 |
| 8   | Србија    | С        | Ђорђе Радовановић                                |
| 9   | Енглеска  | Н        | Никола Милошевић                                 |
| 10  | Србија    | С        | Александар Десанчић                              |
| 11  | Србија    | Н        | Марко Јеремић                                    |
| 12  | Србија    | Г        | Лазар Шаренац (на позајмици из шабачке Мачве)    |
| 13  | Кина      | О        | Џанг Јуе (на позајмици из београдског Синђелића) |
| 14  | Србија    | Н        | Ненад Миловановић                                |

| Бр. |                    | Позиција | Играч                                         |
| --- | ------------------ | -------- | --------------------------------------------- |
| 15  | Србија             | Н        | Стефан Дацић                                  |
| 17  | Црна Гора          | С        | Марко Деспотовић                              |
| 18  | Србија             | Н        | Марко Симић                                   |
| 19  | Србија             | С        | Бојан Лечић                                   |
| 20  | Србија             | О        | Марко Башановић                               |
| 21  | Србија             | С        | Крста Бојић                                   |
| 26  | Србија             | С        | Вељко Селаковић                               |
| 29  | Гана               | Н        | Ибрахим Танко (на позајмици из Црвене звезде) |
| 33  | Северна Македонија | С        | Никола Богдановски                            |
| 45  | Србија             | С        | Никола Јовановић                              |
| 55  | Србија             | О        | Милош Стојановић                              |
| 99  | Србија             | Н        | Лазар Лекић                                   |
| ––  | Србија             | С        | Лука Секулић                                  |

- За најновије промене у играчком кадру погледатиː Списак трансфера у зимском прелазном року 2018/19.

## Новији резултати
| Сезона   | Ранг | Лига                                 | Позиција | ИГ | Д  | Н  | П  | ГД | ГП | ГР  | Бод     | Куп                |
| -------- | ---- | ------------------------------------ | -------- | -- | -- | -- | -- | -- | -- | --- | ------- | ------------------ |
| 2006/07. | 1    | Суперлига Србије                     | 4.       | 32 | 12 | 12 | 8  | 36 | 31 | +5  | 48      | Четвртфинале       |
| 2007/08. | 1    | Суперлига Србије                     | 12.      | 33 | 5  | 4  | 24 | 31 | 58 | -27 | 19      | Осмина финала      |
| 2008/09. | 2    | Прва лига Србије                     | 15.      | 34 | 8  | 13 | 13 | 34 | 40 | -6  | 37      | Осмина финала      |
| 2009/10. | 2    | Прва лига Србије                     | 4.       | 34 | 14 | 11 | 9  | 34 | 28 | +6  | 53      | Шеснаестина финала |
| 2010/11. | 2    | Прва лига Србије                     | 12.      | 34 | 11 | 7  | 16 | 26 | 28 | -2  | 40      | Шеснаестина финала |
| 2011/12. | 2    | Прва лига Србије                     | 4.       | 34 | 11 | 19 | 4  | 33 | 15 | +18 | 52      | Претколо           |
| 2012/13. | 2    | Прва лига Србије                     | 8.       | 34 | 11 | 11 | 12 | 41 | 32 | +9  | 44      | Шеснаестина финала |
| 2013/14. | 2    | Прва лига Србије                     | 4.       | 30 | 11 | 12 | 7  | 34 | 26 | +8  | 45      | Шеснаестина финала |
| 2014/15. | 2    | Прва лига Србије                     | 9.       | 30 | 11 | 7  | 12 | 25 | 27 | -2  | 40      | Шеснаестина финала |
| 2015/16. | 2    | Прва лига Србије                     | 5.       | 30 | 11 | 10 | 9  | 35 | 27 | +8  | 43      | Осмина финала      |
| 2016/17. | 2    | Прва лига Србије                     | 5.       | 30 | 12 | 12 | 6  | 36 | 22 | +14 | 47      | Шеснаестина финала |
| 2017/18. | 2    | Прва лига Србије                     | 7.       | 30 | 11 | 11 | 8  | 35 | 32 | +3  | 44      | Шеснаестина финала |
| 2018/19. | 2    | Прва лига Србије                     | 7.       | 37 | 15 | 5  | 17 | 48 | 50 | -2  | 50 (28) | Шеснаестина финала |
| 2019/20. | 6    | Међуопштинска лига Београд - група А | 3.       | 14 | 7  | 3  | 4  | 29 | 23 | +6  | 24      | —                  |

## Бежанија у европским такмичењима
| Сезона   | Такмичење | Коло    | Држава   | Клуб        | Дом. | Гост | Укупно | Укупно |
| -------- | --------- | ------- | -------- | ----------- | ---- | ---- | ------ | ------ |
| 2007/08. | УЕФА куп  | 1. коло | Албанија | Беса Каваја | 2:2  | 0:0  | 2:2    |        |

## Познати бивши играчи
| - Антонио Рукавина - Милан Кајганић - Жарко Лазетић - Иван Дудић - Милан Бишевац - Милош Колаковић | - Дејан Османовић - Предраг Ранђеловић - Срђа Кнежевић - Дејан Дамјановић - Дарко Божовић - Марио Ђуровски | - Хонг Јонг-Јо - Ели Тадеу - Немања Арсић - Ибрахим Соме - Павле Нинков - Душан Опачић - Павле Пропадало |

## Познати бивши тренери
- Велимир Ђорђевић
- Славиша Божичић